# Uskudar
Uskudar (tur. Üsküdar) veliki je i gusto naseljeni distrikt Istanbula koji se nalazi na anadolijskoj strani Bosfora, u blizini Kadikoja. U njemu živi oko pola miliona ljudi.
Osnovan jeu 7. vijeku p. n. e. kao grad, odnosno kao grčka kolonija pod imenom Hrizopolis (grč. Χρυσόπολις) te je predstavljao jedno od najvažnijih središta drevne Bitinije. Godine 410. p. n. e. ga je atinski vojskovođa Alkibijad zauzeo i dao utvrditi kao pomorsku bazu preko koje se nadzirala trgovina Grčke i obale Crnog mora. Kasnije je Hrizopolis počeo gubiti na važnosti zbog jačanja susjednog Carigrada, ali je dugo vremena bio glavna baza bizantske ratne mornarice. U srednjem vijeku je bio poznat pod nazivom Skutari (lat. Scutari). U 14. vijeku je pao pod osmansku vlast, otprilike stotinu godina prije Carigrada.

## Spoljašnje veze
Mediji vezani za članak Uskudar na Vikimedijinoj ostavi

- Slike
- TICARET